# エイ坊
エイ坊は沖縄の伝統芸能エイサーのキャラクターで、沖縄県沖縄市が「エイサーのまち沖縄市」をPRするために生まれた公式キャラである。仲間にサーちゃん、たーくん、さなじぃがいる。

## 沿革
2011年6月13日、エイ坊誕生。2012年には125cc以下のバイクのオリジナルナンバープレートにも登場したり、仲間と共にモニュメントがライカム交差点、胡屋十字路、コザ運動公園など市内各地に建立されている。
2013年には第1回エイ坊・サーちゃんそっくりさんコンテストも開催された。2020年6月13日より公式YouTubeチャンネルの運用を開始。

## プロフィール
エイサーの際の衣装ならびに太鼓を持っていて、元気な青年隊の一員をイメージしている。
- 誕生日 - 6月13日
- 血液型 - O型
- 性格 - 温和でたよりになる、リーダー的存在
- 好きな食べ物 - 旧盆カレー
- 好きな球団 - 広島カープ（元野球小僧とのこと）